# Акання
А́кання (біл. аканьне) — вимова ненаголошеного звука [о] як [а] або як [ə].
Акання слов'яни запозичили в балтів. Воно властиве білоруській та російській літературним мовам. В українській мові воно присутнє в носіїв східнополіського говору, адже був тісний контакт із білорусами. Також акання спорадично присутнє в північно-східних діалектах польської мови, котрі розвинулися (або ж мали тісний контакти із ними) з білоруських та литовських говірок. В українській літературній мові акання сприймається як порушення норм літературної вимови.